# Цена одного преступления
«Цена одного преступления» (другое название — «Современная история») (пол. Historia współczesna) — польский чёрно-белый художественный фильм 1960 года, снятый режиссёром Вандой Якубовской.
Премьера фильма состоялась 12 января 1961 года.

## Сюжет
Фильм основан на реальных событиях. Механик Юрек Бесяда купил мотоцикл на деньги, взятые взаймы, но на остальное средств не хватает. Он безуспешно пытается позаимствовать ещё. В конце концов, он ворует метиловый спирт со своего промышленного предприятия. Вскоре часть алкоголя случайно попадает к Белясу и Вишневскому, коллегам Юрека по работе. Спирт, оставленный без присмотра, быстро начинает циркулировать среди людей — его пьют на свадьбе, гости вечеринок и т. д. Вскоре у всех, кто выпил этот спирт, а таких много, с признаками тяжелого отравления доставляют в больницу. Там устанавливают, чем люди отравились. Начинаются поиски этого спирта и тех, кто его продавал. Но оба виновника умирают: один так и не узнав, в чем он виноват, другой кончает жизнь самоубийством, он травится, узнав, что он наделал.

## В ролях
- Тадеуш Бартосик — Дембиньский, поручик милиции (советский дубляж — Роберт Чумак)
- Казимеж Фабисяк — Ягода, диспетчер
- Эмиль Каревич — Казик Беляс
- Александр Фогель — Антони Весолек
- Ян Коэхер — Костарский
- Мечислав Стоор — Владек Вишневский
- Кристина Колодзейчик — Бася, невеста Владека
- Анна Лютославская — Юзя Забельская
- Станислав Микульский — Хенрик Рак, лётчик
- Станислав Гронковский — Ярош
- Ян Махульский — Вацлав Ясиньский
- Станислав Мильский — почтальон
- Рышард Петруский — Владислав Забельский
- Адам Павликовский — Юрек Бесяда
- Мечислав Павликовский — начальник Баси
- Александра Шлёнская — Ядзя, жена Казика
- Зофия Слабошовская — Божена
- Наталия Шиманьская — мать Хенрика
- Янина Трачикувна — Зося, барменша
- Станислав Нивиньский — рабочий
- Юзеф Малишевский — отец Хенрика
- Барбара Рахвальская — Альбиновская, мать Баси (нет в титрах)
- Алиция Бобровска — актриса (нет в титрах)
- Збигнев Добжиньский — редактор (нет в титрах)
- Стефания Гурская — эпизод (нет в титрах)
- Хенрик Хунко — Недзеля, милиционер
- Антоний Жуковский — доктор (нет в титрах)
- Анна Ярачувна — мать Вишневского (нет в титрах)
- Игнацы Маховский — Борковский, инженер (нет в титрах)
- Станислав Яворский — Альбиновский, отец Баси (нет в титрах)
- Александра Кажиньская (pl:Aleksandra Karzyńska) — врач (нет в титрах)
- Ежи Качмарек — Зенек Филиповский (нет в титрах)
- Сильвия Липчиньская — Гражинка, дочь Забельских (нет в титрах)
- Войцех Пилярский — милиционер (нет в титрах)
- Игор Смяловский — врач (нет в титрах)
- Станислав Зачик — актёр (нет в титрах)

## Съёмочная группа
- Режиссёр — Ванда Якубовская
- Сценарий — Ежи Стефан Ставиньский
- Главный оператор — Казимеж Вавжыняк
- Художник-постановщик — Болеслав Камыковский
- Композитор — Адам Валяциньский
- Звукооператор — Юзеф Бартчак
- Монтаж — Лидия Пстроконьска, Аурелия Рут
- Художники-гримёры — Ирена Косецка, Мирослав Якубовский
- Художник по костюмам — Болеслав Камыковский
- Директора — Веслав Тымовски, Тадеуш Слабы